# Rosemead (Kalifornija)
Rosemead je grad u američkoj saveznoj državi Kalifornija. Prema popisu stanovništva iz 2010. u njemu je živjelo 53.764 stanovnika.